# Caisse générale des actionnaires
La Caisse générale des actionnaires était une société au capital de 25 millions de francs, fondée le 28 mai 1856 par Moïse Millaud avec pour objet la publication d'un nouveau titre de presse, Le Journal des Actionnaires et l’activité de banque d'affaires. 
La Cour pénale de Paris prononça la dissolution de la société en 1862 à la demande de plusieurs dizaines d'actionnaires.

## Histoire
Deux ans auparavant, en 1854, Millaud souhaitait déjà profiter de la forte croissance économique mondiale des années 1850. Il avait mis sur pied la Compagnie générale immobilière pour l'achat de terrains dans Paris. Associé à Léopold Amail, Louis Jourdan du journal Le Siècle, et d'autres personnes dont Charles Duveyrier, il fonde en 1856 la Caisse générale des actionnaires et Le Journal des Actionnaires. 
Domiciliée à Paris, au 110 rue de Richelieu, la Caisse générale des actionnaires et son journal souhaitaient permettre un rééquilibrage des forces à la Bourse, en faveur des petits actionnaires, jugés délaissés par les agents de change. Elle s'interdisait expressément de recourir à la vente à découvert, mais cette disposition des statuts sera annulée dès le 1er décembre 1857, à l'occasion d'une assemblée générale. 
La Caisse réclamait à ses souscripteurs la somme d'un million de francs à titre d'apport, sous forme d'actions de 500 francs, dont la seconde moitié n'était exigible qu'après la réalisation d'un bénéfice de 15 %. Soutenue par les adeptes du saint-simonisme, elle souhaitait ouvrir à Londres un bureau d'émission de valeurs françaises.
En 1862, une quarantaine de parties civiles sont en instance près de la Cour pénale pour demander la dissolution de la Caisse générale des actionnaires, en l'accusant d'avoir modifié son objet à l'occasion des dernières assemblées générales. Cinquante autres poursuivirent également la Caisse devant le tribunal de commerce.